# Доло (Јон)
Доло (фр. Dollot) насеље је и општина у источном делу централне Француске у региону Бургоња, у департману Јон која припада префектури Санс.
По подацима из 2011. године у општини је живело 312 становника, а густина насељености је износила 20,42 становника/km². Општина се простире на површини од 15,28 km². Налази се на средњој надморској висини од 164 метара (максималној 169 m, а минималној 122 m).

## Демографија
| 1962. | 1968. | 1975. | 1982. | 1990. | 1999. | 2011. |
| ----- | ----- | ----- | ----- | ----- | ----- | ----- |
| 278   | 280   | 245   | 232   | 265   | 307   | 312   |

График промене броја становника у току последњих година